# Cleph
Cleph také Clef, Clepho nebo Kleph (6. století? – 574) byl v letech 572 až 574 králem Langobardů.
Na trůnu vystřídal krále Alboina, s nímž nebyl pokrevně příbuzný. Pro Římany a Byzantince, kteří se snažili udržet kontrolu nad Apeninským poloostrovem, byl krutým vládcem. Langobardskou nadvládu rozšířil na celou severní Itálii, dobyl Toskánsko a přivedl Langobardy až k branám Ravenny. Po 18 měsících vlády byl zavražděn mladým strážcem a zároveň otrokem, se kterým špatně zacházel. Po jeho smrti následovalo desetileté interregnum známé jako vláda vévodů. V tomto období byl trůn neobsazen a k nejvyšším vládcům Langobardů patřili teritoriální vévodové. Jeho syn Authari na trůn nastoupil až v roce 585.